# Dammodet under 1930-talet
Dammodet under 1930-talet kan definieras som "elegant, chic, sex appeal, personlig image och surrealism". Perioden påverkades mycket av det rådande samhällstillståndet med dålig ekonomi och den stora depressionen samtidigt som det, till stor del, var en period där kvinnor strävade efter elegans. Depressionen påverkade modet genom att kvinnor och modeskapare behövde anpassa sig efter ekonomin. Ett nytt, mer konservativt, sätt att tänka var ett måste för att modeföretagen skulle ha en chans att överleva. Detta gjorde att man återgick till ett feminint kvinnomode, med slanka konturer, som synts runt sekelskiftet.

## Kläder

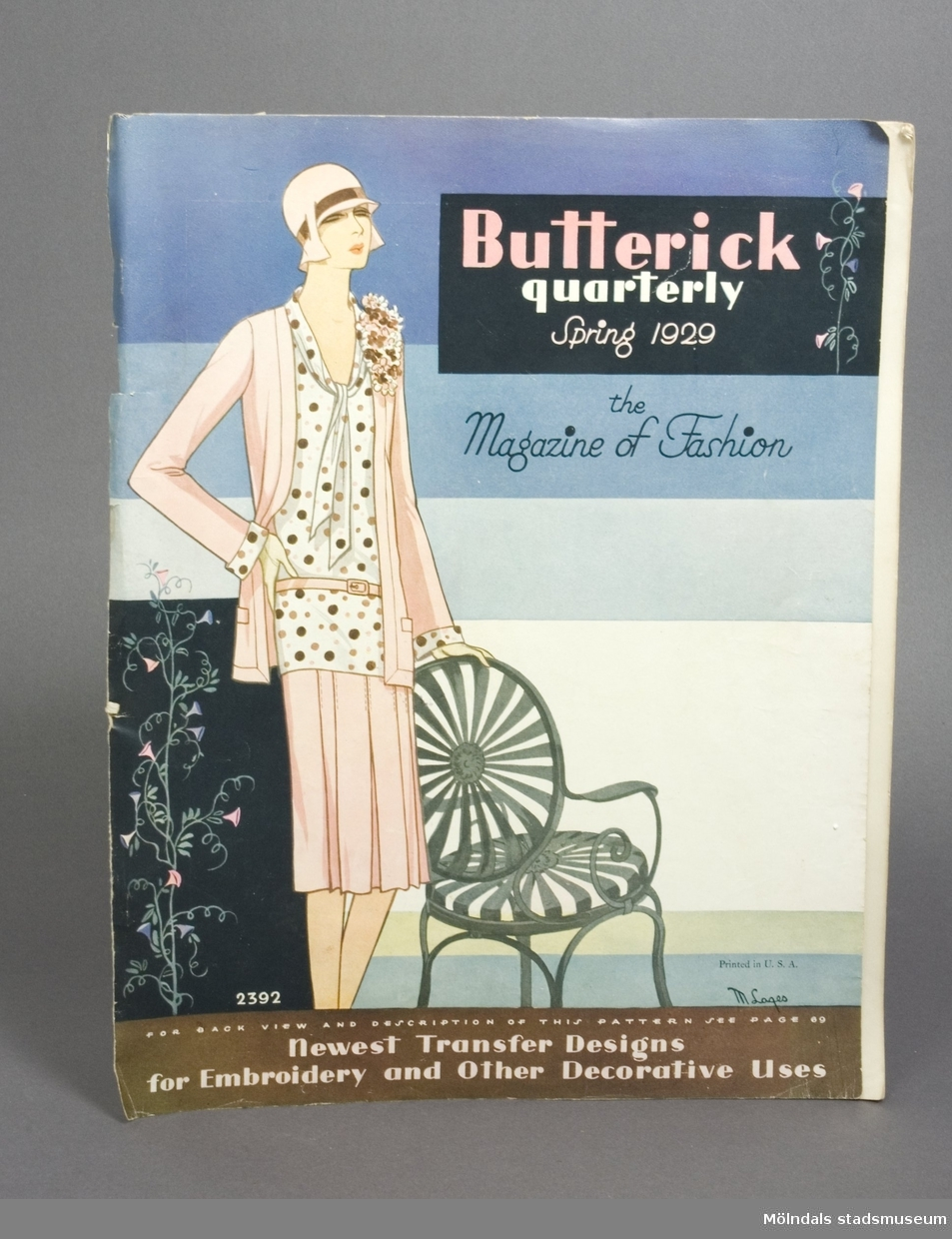
Ett modemagasin från 1929

1930-talet påverkades mycket av den stora depressionen och 1932 nådde den ekonomiska världskrisen kulmen med 30 miljoner arbetslösa. Detta påverkade sättet att klä sig, det blev mer nationalistiskt och modet blev därmed ett sätt att visa tillhörigheten. Många hade inte råd att köpa de dyra och lyxiga kläderna som var vanliga under föregående årtionde, vilket medförde ett skifte i fokuset till ett simplare och mer sparsamt mode. En mer konservativ inställning till mode växte då fram och många designer såg årtiondet som ett där man inte skulle experimentera alls. De gick tillbaka till det säkra modet som de visste skulle sälja.
Klänningarna och kjolarna blev allt längre i början av 1930-talet, kjolfållen sjönk och midjan placerades återigen på sin naturliga plats, ofta accentuerad med ett skärp. Det var när Jean Patou och Coco Chanel introducerade detta som en ny mode-era inleddes. Efter börskraschen tröttnade kvinnor på att klä sig i enlighet med 1920-talets ideal-dräkt och ville, på många sätt, känna sig mer attraktiva och feminina än det tidigare årtiondet. Tiden för den pojkaktiga stilen och de raka klänningarna som präglat 1920-talet var över redan vid starten av 1930-talet. Siluetten blev även slankare då klänningen smet åt om kroppen fram till midjan där plaggen sedan vidgas ut likt en klocka. Dessa kjolar och klänningar var ofta veckade med insatta kilar för att uppnå rätt vidd på kjolen. Dessa veck kallas för Godet-veck. Bysten var även något som åter betonades, dock anpassad till den nya slanka figuren. För att uppnå detta ideal återinfördes korsetten, vilken blev mer elastisk eftersom material och tillverkning förbättrades.
Kjolens eller klänningens längd varierade mellan dag och natt. Kvällstid klädde man sig gärna i en klänning i marklängd, till en början, med halterneck vilken senare övergick i olika axelbandslösa varianter. Det var även nytt för detta årtionde att bära klänningar med bar rygg, vilka blev mycket vanliga under 1930-talet och många gränser inom modet suddades successivt ut. Genom att göra aftonklänningarna slinkiga och mer figurföljande, likt en underklänning, blev siluetten därmed mjukare och mindre strikt.
Paris fortsatte att vara modets främsta huvudstad och människor rättade sig i stor utsträckning efter modet i just Paris trots den ekonomiska krisen. Det rådde stor materialbrist under årtiondet vilket troligtvis kom att påverka att funktionalismen genomsyrade 1930-talet. Funktionalism var i allra högsta grad den dåvarande tidens kodord för modet. Kvinnorna ville ha kläder som både var funktionella och moderiktiga. De flesta sökte kläder som var bekväma och användbara, och som även skulle passa den kvinnliga livsstilen. Oavsett om de valde att klä sig färgglatt eller i neutrala färger var det mycket viktigt för de flesta kvinnor att vara eleganta. Det fanns även en uppdelning mellan kvinnor som valde kläder av modeskapare som Elsa Schiaparelli och de som valde Mainbocher. Kvinnor som ville vara eleganta men samtidigt fånga blickar valde troligen kläder från den förstnämnda medan de som föredrog att ligga lite lågt valde kläder från den sistnämnda.

### Mode och film
Spelfilmen kom från och med 1920 att vara en viktig förmedlare av mode. När ljudfilmen infördes i slutet av 1920-talet revolutionerades filmen ledde till att 1930-talets filmdräkter blev en vital beståndsdel i filmberättandet. Tidigare bars ofta samma klädesplagg under hela filmen, detta förändrades i takt med att man förstod den roll filmdräkterna fick i samhället. Därmed fick modet även en större plats på den vita duken. Filmstjärnor som Greta Garbo, Marlene Dietrich och Jean Harlow blev alla idealbilder av denna tids kvinnlighet. Det var inte enbart en uppvisning av modet som filmen medförde, den var även med och skapade moderiktningarna. Elsa Schiaparelli var en av de första som förstod filmens betydelse som modevisning för alla folkgrupper. Schiaparelli konstaterade att dagens filmkostymer är morgondagens mode.
Hollywood stod för förförelsen eller "style in motion". Paris var fortsatt världens modemecka men uppmärksamheten skiftade mer mot filmduken. Det var mer spännande att se vad Greta Garbo och Jean Harlow hade på sig i sina senaste filmer. Film kom att bli det modereportage som hela världen hade tillgång till, oavsett klass eller grupptillhörighet. Elsa Schiaparelli sa till och med att det "Hollywood gör idag kommer ni att bära imorgon".

### Inflytelserika designer
- Gabrielle 'Coco' Chanel
- Elsa Schiaparelli
- Madeleine Vionnet
- Nina Ricci
- Jean Patou

## Accessoarer

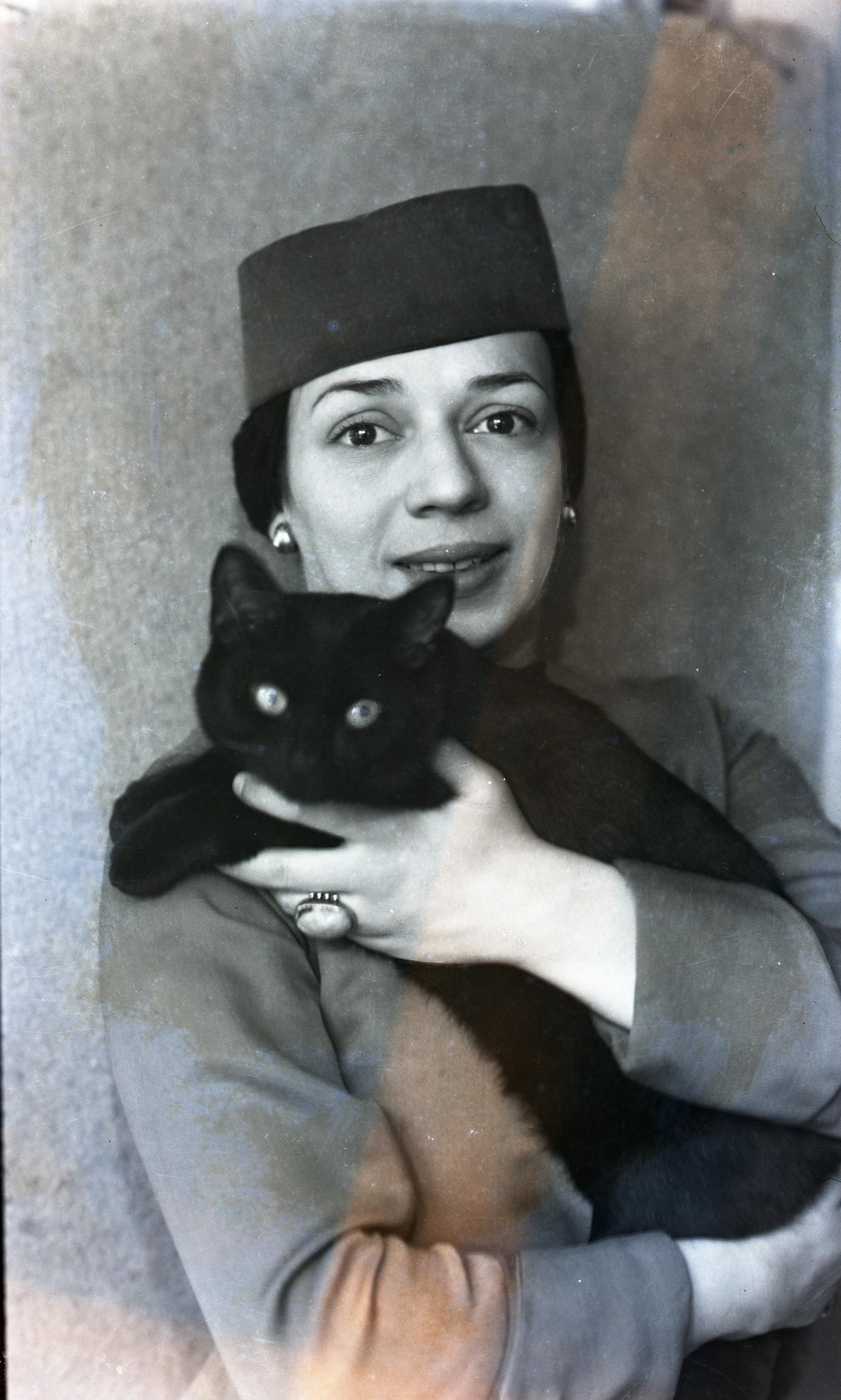
Nanette Beals i huvudbonaden pillerburk, cirka 1936.

Pärlhalsband var ett av de vanligaste halsbanden under 1930-talet med inspiratörer som Elsa Schiaparelli och Coco Chanel. Handskar användes även flitigt, både till vardags och till fest. En annan accessoar som var populär under 1930-talet var parasollet, som användes som ett slags paraply för solljus. Handväskorna var ofta, på dagtid, stora och rymliga medan de till kvällen byttes ut mot fina kuvertväskor av brokad, förgyllt läder eller siden.

### Hatten
Hattarna blev under 1930-talet allt mer fantasifulla. Det var i princip obligatoriskt att bära hatt vid alla tillfällen förutom vid en informell/privat semester eller vid sportande. Det fanns många olika hattar att välja på där de främsta var den tyrolska, halo, seglarhatten, cartwheel och pillerburken. Utöver dessa var även turbanen och baskern populära val. De bars ofta i extrema vinklar som hölls fast genom ett snöre fäst på bakhuvudet. Många valde färgglada och mönstrade hattar vilket lyste upp den annars dunkla stämningen.

### Skor
Under 1930-talet fanns ett större urval av skor tillgängligt för folket. Detta innefattar allt från promenadskor till mer eleganta skor för stadsbor. Det som var gemensamt för alla typer av skor var att alla skulle ha en klack. Klackarna skiftade i höjd och storlek men de fanns på nästan alla skor. Skornas klackar blev högre i takt med att tiden gick och fick även allt fler detaljer.

## Underkläder
I början av 1930-talet slutade man sammanpressa brösten för att de skulle se så små ut som möjligt, de blev istället definierade av en så kallad brassière (bysthållare). Dennas syfte var inte att pressa ihop bysten utan snarare att hålla upp den. Brassièren kom senare (1937) att utvecklas till en mer upplyftande behå, som mer liknar 2000-talets. Underkläderna följde med i klädmodets trender genom att bli mer simpla och sparsamma. 
Likt modet influerades underkläder mycket av Hollywood och den vita duken. Kvinnor strävade efter att efterlikna stora filmstjärnor som Greta Garbo och Marlene Dietrich. För det mesta hade dessa stjärnor på sig långa silkiga aftonklänningar, vilka var skurna diagonalt ("bias cut"). De satt åt vid bysten och höfterna, vilket lämnade mycket lite åt fantasin. Populariteten för filmstjärnorna och deras underkläder ledde till att varuhusen kort därpå gjorde egna kopior av dessa underkläder, vilka sedan köptes av "vanliga" kvinnor.
På grund av en kod, inom film, kallad Produktionskoden blev underkläderna så täckande och sofistikerade att de i praktiken hade kunnat vara aftonkläder. Underkläderna på filmduken kom att bli ett sätt att uttrycka kvinnlighetens återkomst och distrahera åskådarna från den rådande depressionen. För att försäkra sig om att underkläderna inte skulle bukta sig under kurvorna var den elastiska korsetten, gördeln och brassièren viktiga och funktionella. Här kom de nyutvecklade syntetiska materialen att bli betydelsefulla. Detta gjorde att exempelvis gördeln kunde formas som en stickad tub istället för den tidigare tvådelade hårda ihopsydda gördeln. Material som viskos, nylon och den moderna lastex var vanliga i den "nya" gördeln. Detta färgade sedan av sig på vad "vanliga" kvinnor klädde sig i.
Vid mitten av 1930-talet ökade fokuset på funktionalitet där kvinnans individuella passform låg i blickfånget. Det var Warner Company som introducerade konceptet med en behå-kupa skräddarsydd efter kvinnans bröststorlek. Det var en skala som var baserad på en ABC-skala där A var minst och D var störst. Detta var något helt nytt och medförde att kvinnor kunde hitta sin perfekta passform. Senare kom detta att utmynna i vadderade behåar för dem med små bröst, den första bygelbehån och den rygglösa behån, som alla härstammar från modemeckat Paris.

## Tillverkning och material
Den ekonomiska kraschen (1929–1939) kom att påverka både modeskaparna själva och tillverkningsprocessen. I och med att ekonomin försvagades tvingades många modehus att sänka sina priser för att kunna hålla sin verksamhet flytande. Detta gällde framförallt couture-husen. Det var inte bara plaggen som blev billigare utan modehusen var tvungna att söka efter billigare material och tyger. Nya uppfinningar som blixtlåset gjorde det möjligt att tillverka plaggen snabbare och billigare. Dessa nya uppfinningar och material gjorde det möjligt för kvinnor från flera olika socioekonomiska grupper att klä sig fashionabelt.
Det kom flera nya material som blev viktiga komponenter under 1930-talet, varav några var;
- Bias cutting, en relativt ny tillskärarteknik som växte fram på 1920-talet men fick sitt stora genombrott under 1930-talet. Det innebär att man skar tyget diagonalt, vilket gjorde att man kunde framställa klädernas typiskt mjuka, böljande fall. Denna teknik introducerades av Madeleine Vionnet. De egenskaper denna typ av tillskärning hade kunde även finnas hos tygerna crêpe de chine och siden-jersey.
- Konstfiber dök långsamt upp under 1930-talet och det första stretch- och latextygerna kom 1934. Dessa liknar det sena 1990-talets stretchtyger och öppnade nya möjligheter för modellernas rörlighet.
 

- Nylon var även ett material som uppkom på 1930-talet. Det är ett material som framställts ur kol, vatten och luft, och som patenterades i USA 1937. Till en början var nylonstrumporna lika dyra som silkesstrumpor, men det stoppade inte kvinnor från att storma butikerna för att få tag på ett par. De var de första strumporna som var slitstarka och elastiska och sågs som ett material-mirakel av marknadsförarna.

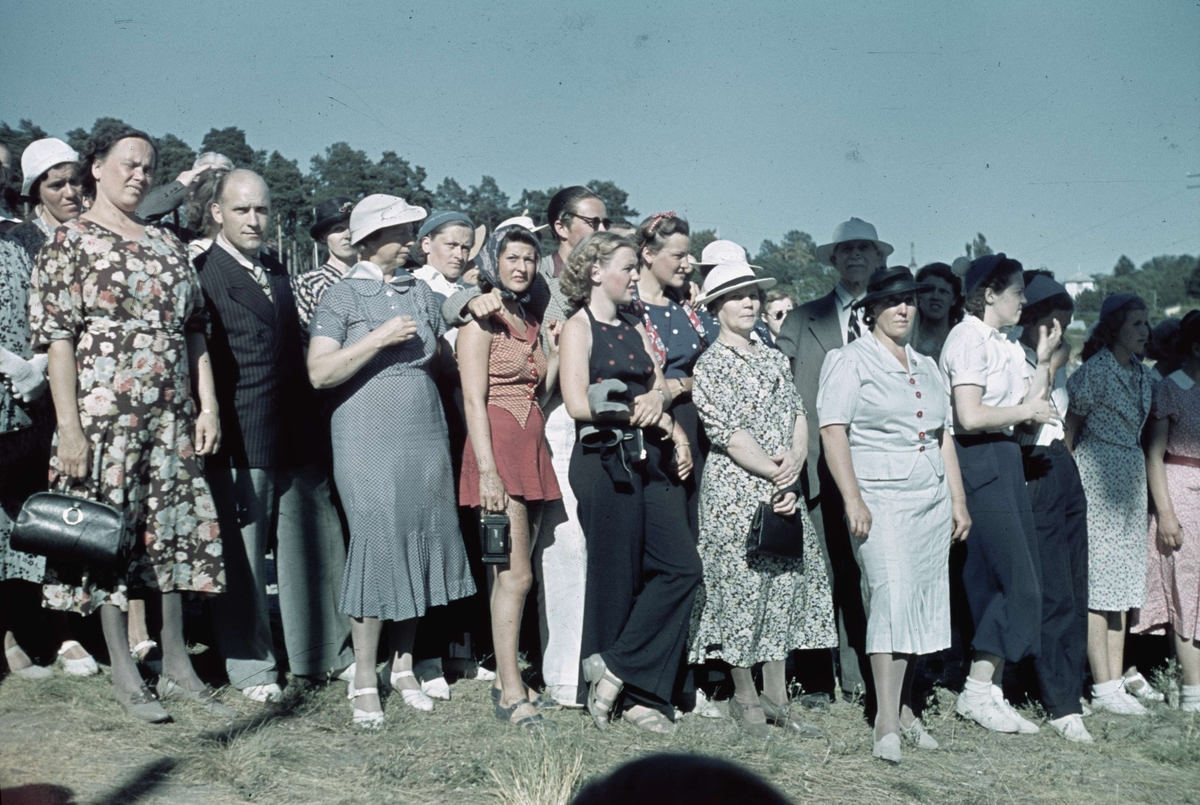
Svenskar vid en kanottävling i Vaxholm, 1938

## I Sverige
I Sverige började jeans bli ett universalplagg, de användes från början enbart av framförallt hamnarbetare och sjömän som en arbetsbyxa. Fritid och friluftsliv fick under 1930-talet allt större utrymme och praktiska kläder användes då av alla som behövde oömma kläder. Det var i Amerika jeansen började tillverkas redan på 1800-talet, men när de väl nådde Sverige fick de stort genomslag.
Modet i Sverige under 1930-talet följde de internationella trenderna men med en skandinavisk ton. Hollywoodfilmerna inspirerade modet som tidningarna sedan gav gör-det-själv tips på. De svenska kvinnorna sydde och stickade sedan ihop egna varianter av filmmodet. Därefter vårdades och lagades dessa kläder för att hålla genom åren. Det spelade ingen roll att det var krigstider, modet låg fortfarande i fokus. Materialen som blev populära i västvärlden under denna tid populariserades även i Sverige under 1930-talet med mycket fokus på rörelse och aktivitet.
En video från en svensk modevisning från 1939: https://svenska.yle.fi/artikel/2008/02/11/mode-1920-och-1939